# 화일약품
화일약품(Hwail)는 대한민국의 원료의약품 제조 기업이다. 본사는 경기도 화성시 향남읍 제약공단3길 57에 위치해 있다. 대표이사는 조경숙 서생규이다. 2023년 오성첨단소재의 자회사이자 의료용 마리화나 기업인 카나비스메디칼 지분 49.15%를 취득하였다.

## 상장
2002년 04월 18일에 상장하였다.

## 같이 보기
- 오성첨단소재

## 참고 문헌
1. ↑  한국IR협의회 기술분석보고서-화일약품, 2022.01.06
2. ↑  김대호, 화일약품, 美 해리스 부통령 기대감에 대마관련株 강세, 와이드경제, 2024년 7월 23일